# Carbon Hill (Illinois)
Carbon Hill és una població dels Estats Units a l'estat d'Illinois. Segons el cens del 2000 tenia 392 habitants.

## Demografia
Segons el cens del 2000, Carbon Hill tenia 392 habitants, 149 habitatges, i 109 famílies. La densitat de població era de 840,8 habitants/km².
Dels 149 habitatges en un 32,9% hi vivien nens de menys de 18 anys, en un 58,4% hi vivien parelles casades, en un 9,4% dones solteres, i en un 26,2% no eren unitats familiars. En el 19,5% dels habitatges hi vivien persones soles el 5,4% de les quals corresponia a persones de 65 anys o més que vivien soles. El nombre mitjà de persones vivint en cada habitatge era de 2,63 i el nombre mitjà de persones que vivien en cada família era de 2,99.
Per edats la població es repartia de la següent manera: un 24,5% tenia menys de 18 anys, un 10,2% entre 18 i 24, un 32,1% entre 25 i 44, un 23,2% de 45 a 60 i un 9,9% 65 anys o més.
L'edat mediana era de 35 anys. Per cada 100 dones de 18 o més anys hi havia 92,2 homes.
La renda mediana per habitatge era de 53.750 $ i la renda mediana per família de 56.875 $. Els homes tenien una renda mediana de 38.000 $ mentre que les dones 30.000 $. La renda per capita de la població era de 22.228 $. Aproximadament l'1,9% de les famílies i el 3% de la població estaven per davall del llindar de pobresa.

## Poblacions més properes
El següent diagrama mostra les poblacions més properes.